# Elisa Bonaparte
Maria Anna Elisa Buonaparte, meglio nota semplicemente come Elisa Bonaparte (Ajaccio, 3 gennaio 1777 – Villa Vicentina, 7 agosto 1820), è stata una principessa francese, sorella minore dell'imperatore Napoleone Buonaparte.

## Biografia

### Infanzia

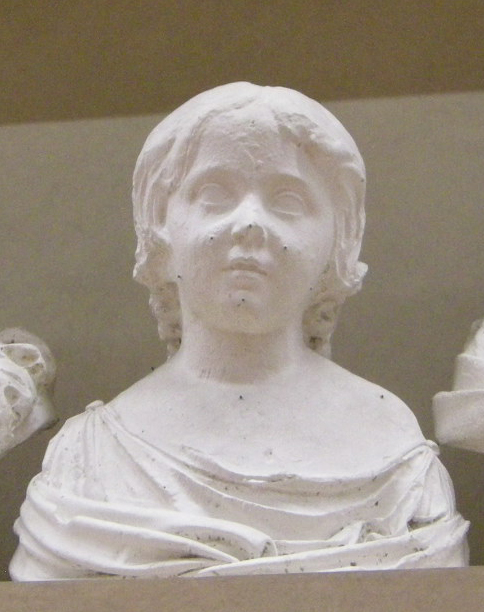
Gesso preparatorio per il busto di Elisa Bonaparte in tenera età, di Lorenzo Bartolini

Era figlia di Carlo Maria Buonaparte e di Maria Letizia Ramolino. Suo fratello era Napoleone Bonaparte, che fu imperatore dei Francesi e re d'Italia.

### Principessa di Lucca e Piombino, granduchessa di Toscana

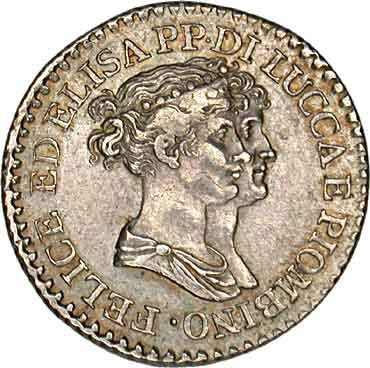
Moneta d'argento da 1 franco, di Lucca e Piombino, con i profili di Elisa e Felice Baciocchi

Sposò a Limbiate il 14 giugno 1797, contro il volere del fratello, il capitano Felice Baciocchi, membro della nobiltà corsa. Divenuto imperatore di Francia, Napoleone creò e assegnò a Felice, il 18 marzo 1805, il principato di Lucca e Piombino. L'anno dopo, Napoleone vi unì il ducato di Massa e Carrara.
Il territorio venne di fatto governato dalla volitiva Elisa più che dal marito. Il 3 marzo 1809 i tre dipartimenti toscani annessi all'impero l'anno precedente vennero affidati ad un unico governo posto in Firenze. A capo di questa struttura politica fu messa la stessa Elisa, cui fu dato il titolo onorifico di granduchessa di Toscana.

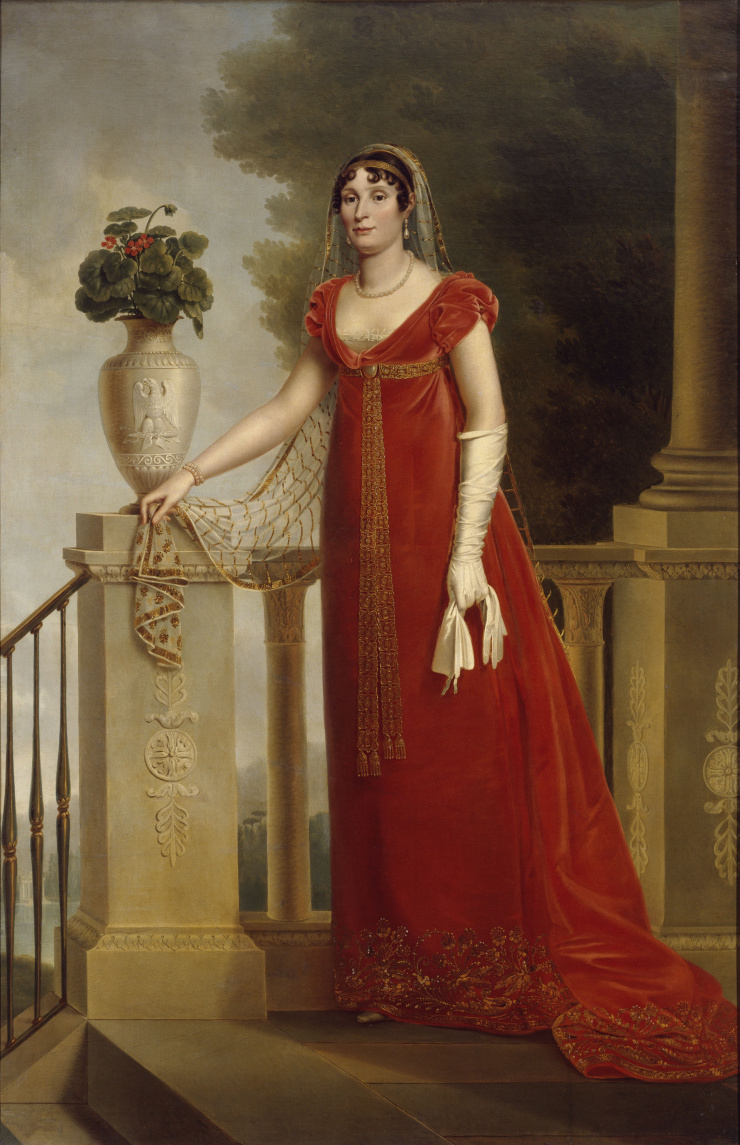
François Kinson, Ritratto di Elisa Bonaparte Baciocchi, 1810, Castello di Fontainebleau

In realtà non esisteva un granducato vero e proprio, ma tre dipartimenti effettivamente annessi alla Francia. In ogni caso Lucca rimase uno Stato indipendente: quindi Elisa era al contempo Principessa di Lucca e Piombino e governatrice della Toscana. Questo doppio ruolo politico dimostrava il fatto che Napoleone riconosceva le doti della sorella nel governare con perspicacia e non esitava ad affidarle incarichi delicati.
Donna molto attiva, seppe amministrare con prudenza e lungimiranza, ma la popolazione dei territori da lei retti, nostalgica e fedele agli aristocratici, non ebbe mai grande simpatia nei suoi confronti, diffidando soprattutto dei suoi sforzi per innovare l'antica repubblica di Lucca.

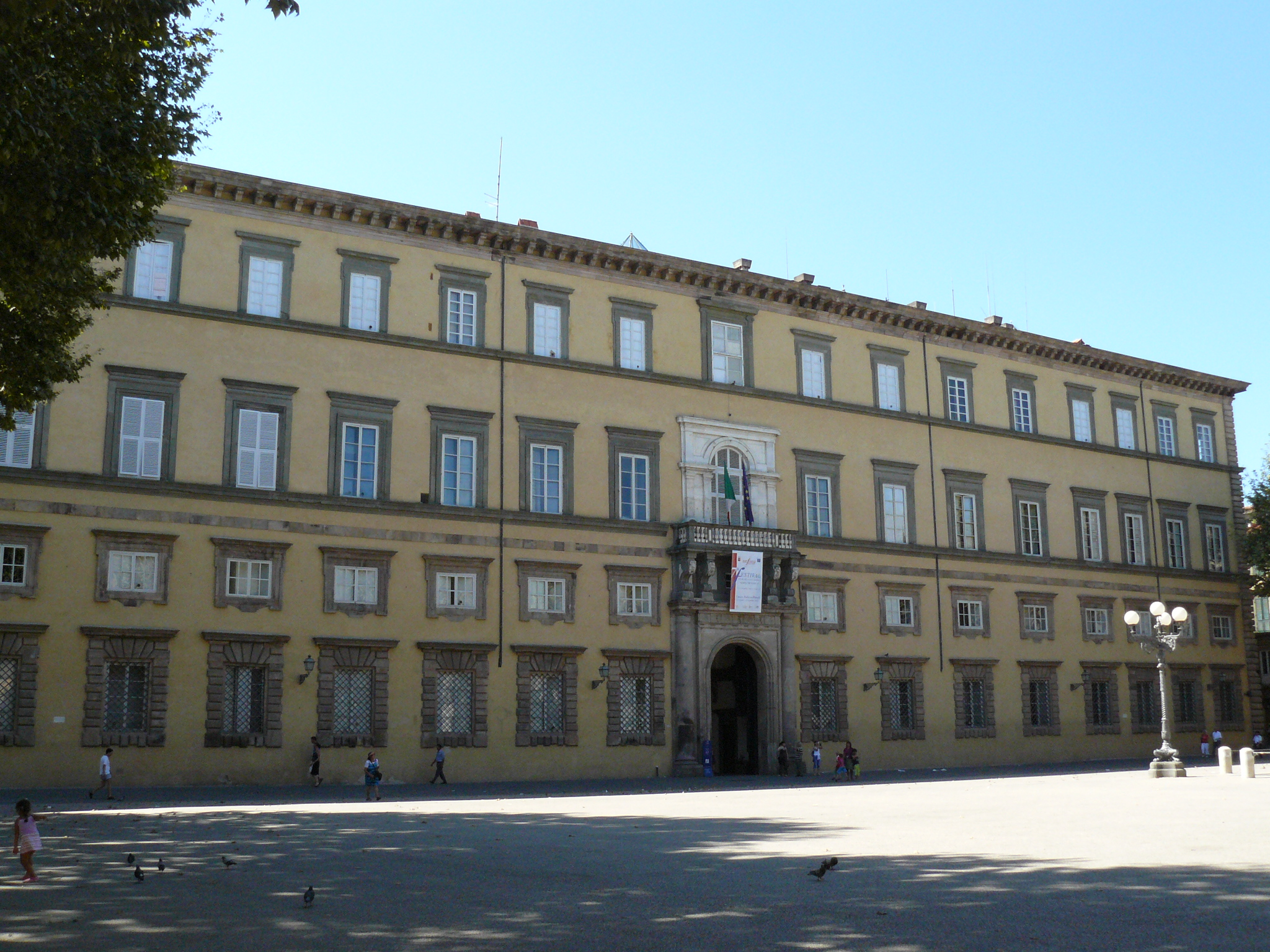
Il palazzo ducale di Lucca

A Lucca realizzò anche importanti interventi urbanistici, facendo radere al suolo un intero grande isolato (che ospitava tra l'altro la chiesa di San Pietro Maggiore con la veneratissima immagine della Madonna dei miracoli) per creare una piazza in stile francese su cui si affacciasse il palazzo ducale. Altra iniziativa fu l'acquisto della villa Orsetti, che fu trasformata in residenza dei principi con il nome di Villa Reale di Marlia; qui fu realizzato un parco che conservò però alcune parti dei bellissimi giardini barocchi preesistenti. Dal 2020 è possibile visitare gli appartamenti in stile impero di Elisa all'interno della Villa Reale, aperti al pubblico grazie ai restauri effettuati dai nuovi proprietari, una coppia di mecenati svizzeri che ha acquisito l'intera proprietà nel 2015.

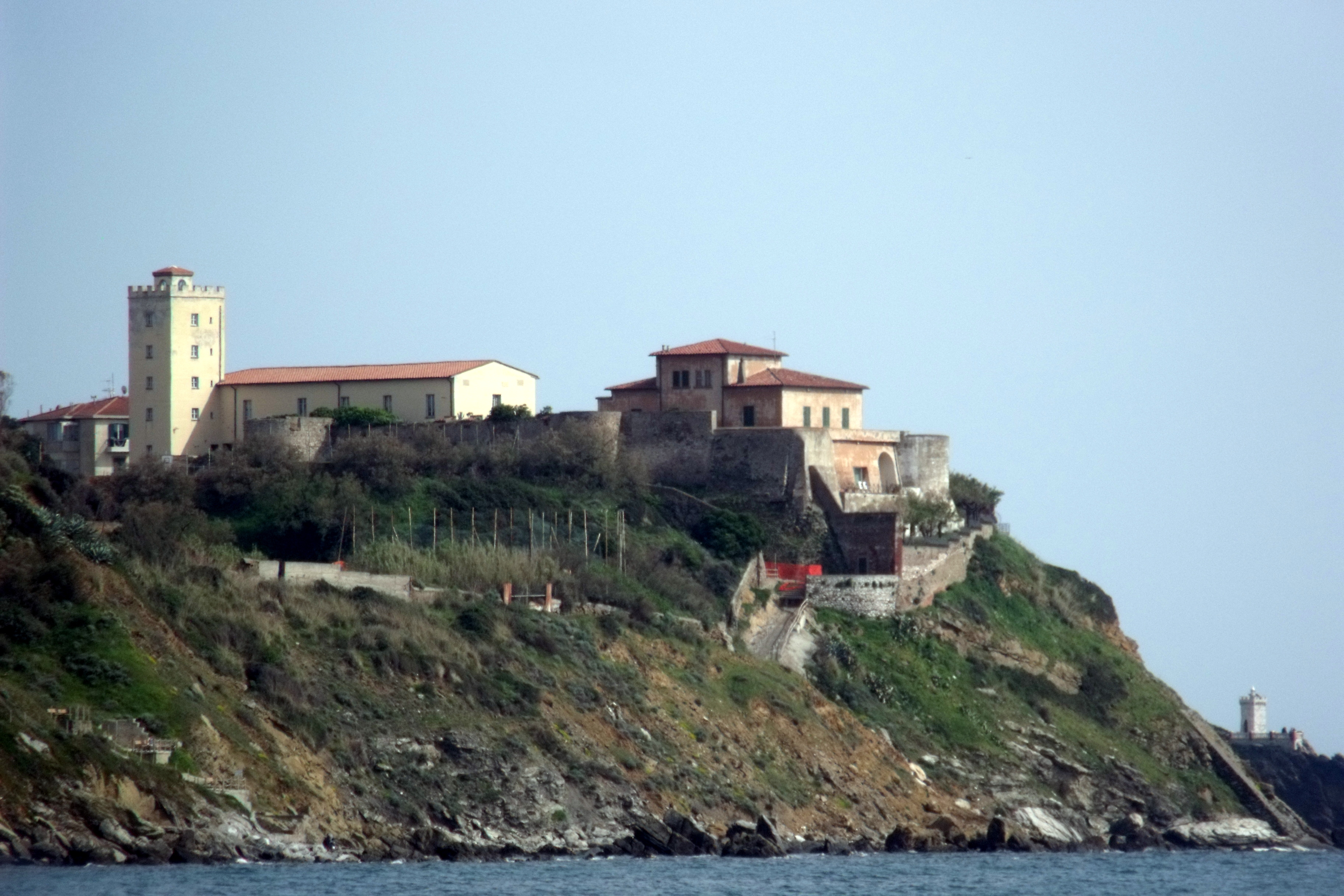
Il palazzo dei Principi di Piombino

Durante il dominio Baciocchi-Bonaparte fu emanato, il 24 marzo 1808, il Codice rurale del Principato di Piombino, di notevole rilevanza. Ad Elisa Baciocchi-Bonaparte, principessa di Lucca e Piombino, troviamo dedicati i primi due volumi degli Annali del Museo imperiale di fisica e storia naturale di Firenze, per gli anni 1808 e 1809. Amò le arti e l'architettura, si circondò di una corte sfarzosa e fu amica di Niccolò Paganini. Soggiornava con piacere a Piombino per il clima mite e fece costruire una piccola "reggia" nella cittadella sul mare, al posto degli edifici dei principi Boncompagni Ludovisi.

### Ultimi anni e morte

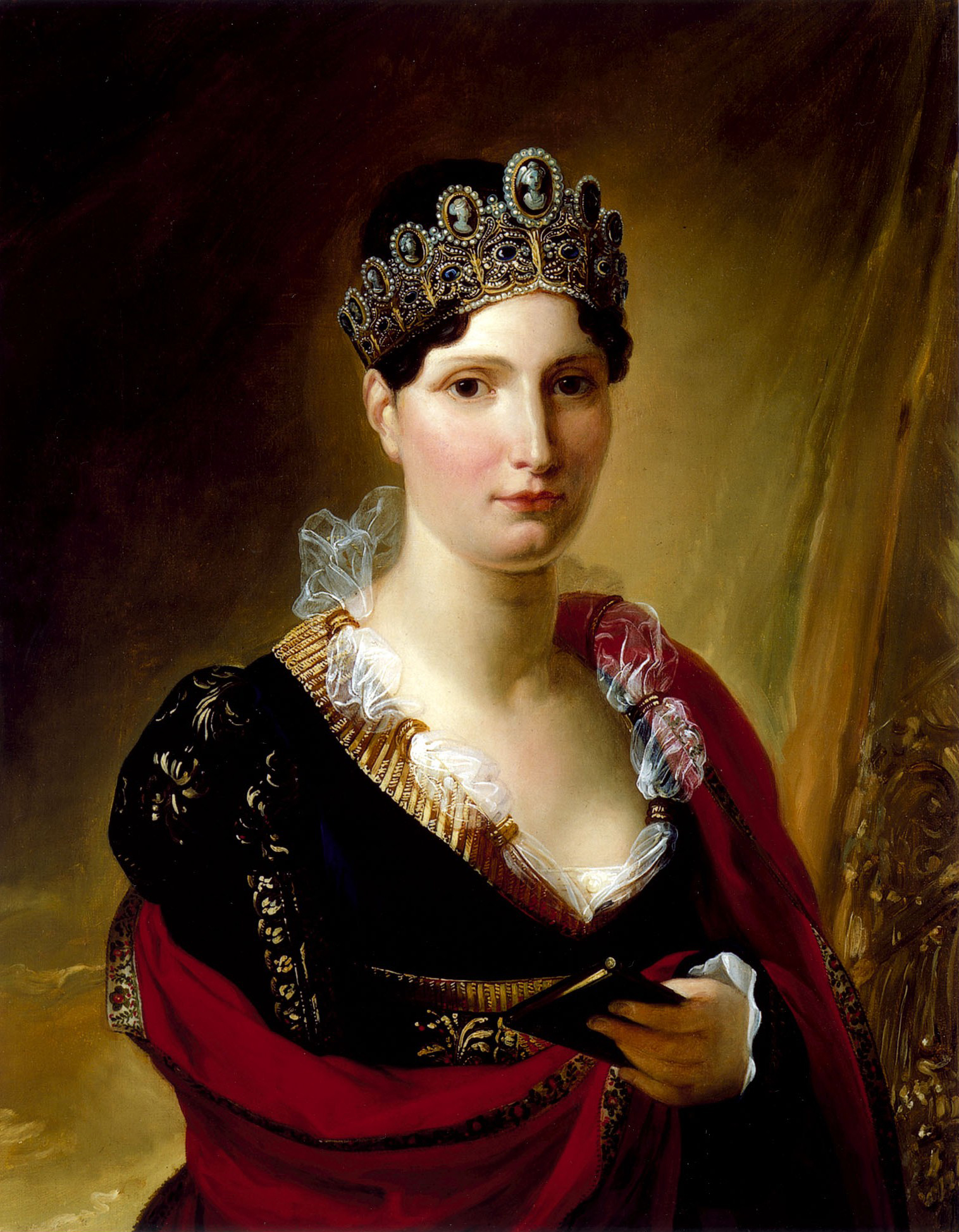
Joseph-Boniface Franque, Ritratto di Elisa Bonaparte Baciocchi, 1812

Ottenuto il governo della Toscana, Elisa risiedette di preferenza in Firenze, ma continuò a governare Lucca. Dopo la caduta di Napoleone, nel 1814, cercò un abboccamento con il comandante delle truppe britanniche Lord William Bentinck per dissuaderlo dall'attaccare lo Stato di Lucca. Gli eserciti anglo-siculi, sbarcati a Livorno, si mossero però celermente verso i confini meridionali del principato ed Elisa dovette fuggire, pur essendo in stato di gravidanza. Fu per un periodo prigioniera nella fortezza dello Spielberg, poi si ritirò, prima a Bologna, quindi a Villa Vicentina, non lontano da Gorizia, ove morì di cancro.
È stata la prima dei fratelli Bonaparte a morire. Fu sepolta nella basilica di San Petronio a Bologna, dove ancora riposa accanto al marito.

## Discendenza
Elisa e Felice Baciocchi ebbero cinque figli:
- Felice Napoleone Baciocchi (1798 - 1799)
- Napoleone Baciocchi (1803 - 1803)
- Elisa Napoleona Baciocchi (1806 - 1869), sposò il conte Filippo Camerata-Passionei di Mazzoleni. Il loro unico figlio, Carlo    Felice, morì suicida a 26 anni.
- Girolamo Carlo Baciocchi (1810 - 1811)
- Federico Napoleone Baciocchi (1813 - 1833)

## Ascendenza
|                                                  |                            |                                | Genitori                         |  |  | Nonni |  |  | Bisnonni                                  |  |  | Trisnonni                         |  |
|                                                  |                            |                                |                                  |  |  |       |  |  | Sebastiano Nicola Buonaparte (1683 -1703) |  |  | Giuseppe Buonaparte (1663 – 1703) |  |
|                                                  |                            |                                |                                  |  |  |       |  |  | Sebastiano Nicola Buonaparte (1683 -1703) |  |  | Giuseppe Buonaparte (1663 – 1703) |  |
|                                                  |                            | Maria Bozzi (1668 c. – 1704)   |                                  |  |  |       |  |  | Sebastiano Nicola Buonaparte (1683 -1703) |  |  |                                   |  |
| Giuseppe Maria Buonaparte (1713 - 1763)          |                            |                                |                                  |  |  |       |  |  | Sebastiano Nicola Buonaparte (1683 -1703) |  |  |                                   |  |
|                                                  |                            | Maria Anna Tusoli di Bocagnano | Carlo Tusoli di Bocagnano        |  |  |       |  |  |                                           |  |  |                                   |  |
|                                                  |                            | Maria Anna Tusoli di Bocagnano | Carlo Tusoli di Bocagnano        |  |  |       |  |  |                                           |  |  |                                   |  |
|                                                  |                            | Maria Anna Tusoli di Bocagnano | Isabella                         |  |  |       |  |  |                                           |  |  |                                   |  |
| Carlo Maria Buonaparte (1746 - 1785)             |                            | Maria Anna Tusoli di Bocagnano |                                  |  |  |       |  |  |                                           |  |  |                                   |  |
|                                                  |                            | Giuseppe Maria Paravicini      | Francesco Maria Paravicini       |  |  |       |  |  |                                           |  |  |                                   |  |
|                                                  |                            | Giuseppe Maria Paravicini      | Francesco Maria Paravicini       |  |  |       |  |  |                                           |  |  |                                   |  |
|                                                  |                            | Giuseppe Maria Paravicini      | …                                |  |  |       |  |  |                                           |  |  |                                   |  |
| Maria Saveria Paravicini (1715 - prima del 1750) |                            | Giuseppe Maria Paravicini      |                                  |  |  |       |  |  |                                           |  |  |                                   |  |
|                                                  |                            | Maria Angela Salineri          | Angelo Agostino Salineri         |  |  |       |  |  |                                           |  |  |                                   |  |
|                                                  |                            | Maria Angela Salineri          | Angelo Agostino Salineri         |  |  |       |  |  |                                           |  |  |                                   |  |
|                                                  |                            | Maria Angela Salineri          | Francetta Merezano               |  |  |       |  |  |                                           |  |  |                                   |  |
| Elisa Bonaparte (1777 - 1820)                    |                            | Maria Angela Salineri          |                                  |  |  |       |  |  |                                           |  |  |                                   |  |
|                                                  | Giovanni Agostino Ramolino | Giovanni Girolamo Ramolino     |                                  |  |  |       |  |  |                                           |  |  |                                   |  |
|                                                  | Giovanni Agostino Ramolino | Giovanni Girolamo Ramolino     |                                  |  |  |       |  |  |                                           |  |  |                                   |  |
|                                                  | Giovanni Agostino Ramolino | Maria Letizia Boggiani         |                                  |  |  |       |  |  |                                           |  |  |                                   |  |
| Giovanni Geronimo Ramolino (1723 - 1755)         | Giovanni Agostino Ramolino |                                |                                  |  |  |       |  |  |                                           |  |  |                                   |  |
|                                                  |                            | Angela Maria Peri              | Andrea Peri                      |  |  |       |  |  |                                           |  |  |                                   |  |
|                                                  |                            | Angela Maria Peri              | Andrea Peri                      |  |  |       |  |  |                                           |  |  |                                   |  |
|                                                  |                            | Angela Maria Peri              | Maria Maddalena Colonna d'Istria |  |  |       |  |  |                                           |  |  |                                   |  |
| Maria Letizia Ramolino (1750 - 1836)             |                            | Angela Maria Peri              |                                  |  |  |       |  |  |                                           |  |  |                                   |  |
|                                                  |                            | Giuseppe Maria Pietrasanta     | Giovanni Antonio Pietrasanta     |  |  |       |  |  |                                           |  |  |                                   |  |
|                                                  |                            | Giuseppe Maria Pietrasanta     | Giovanni Antonio Pietrasanta     |  |  |       |  |  |                                           |  |  |                                   |  |
|                                                  |                            | Giuseppe Maria Pietrasanta     | Paola Brigida Sorba              |  |  |       |  |  |                                           |  |  |                                   |  |
| Angela Maria Pietrasanta (1725 - 1790)           |                            | Giuseppe Maria Pietrasanta     |                                  |  |  |       |  |  |                                           |  |  |                                   |  |
|                                                  |                            | Maria Giuseppa Malerba         | Ignazio Malerba                  |  |  |       |  |  |                                           |  |  |                                   |  |
|                                                  |                            | Maria Giuseppa Malerba         | Ignazio Malerba                  |  |  |       |  |  |                                           |  |  |                                   |  |
|                                                  |                            | Maria Giuseppa Malerba         | …                                |  |  |       |  |  |                                           |  |  |                                   |  |
|                                                  |                            | Maria Giuseppa Malerba         |                                  |  |  |       |  |  |                                           |  |  |                                   |  |